# Numidi
El numidi o líbic era un conjunt de llengües i dialecte, parlat pels númides i libis al nord d'Àfrica a l'antiga regió de Líbia, estretament relacionada amb les llengües amazigues.

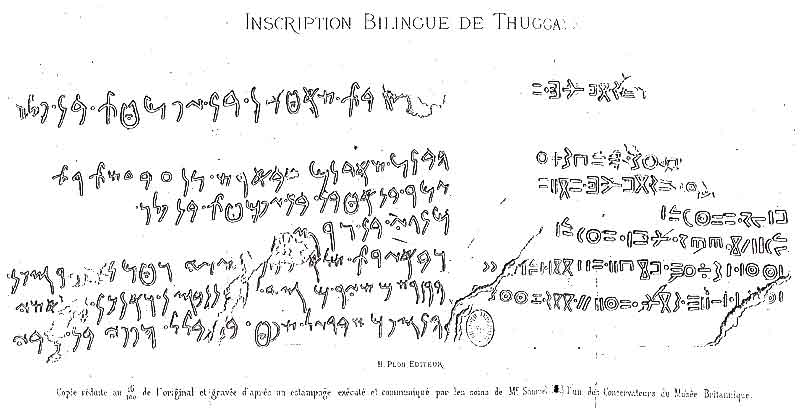
Inscripció bilingüe (púnic a l'esquerra i líbic a la dreta) de Thugga

Hi ha escassos testimonis de la llengua i només es pot identificar amb seguretat com a pertanyent a la família de llengües afroasiàtiques. Com que els massilis eren ètnicament amazics, se suposa que el numidi oriental era, per tant, una llengua amaziga. La branca amaziga afroasiàtica de vegades es diu líbico-berber, ja que no és clar si aquest numidi cauria dins de les modernes llengües amazigues o en formaria una branca germana. De fet, se suposa àmpliament que constitueix un grup propi, ja que no hi ha rastre dels casos substantius, sistema compartit per les modernes llengües amazigues. No obstant això, s'ha teoritzat que el protoberber tampoc tenia cap cas.
El líbic utilitzava un alfabet estrictament consonàntic, l'escriptura líbica (avantpassada del tifinagh actual). Les inscripcions numídies que han sobreviscut són principalment funeràries i privades, però hi ha inscripcions públiques bilingües púnico-líbiques (com la inscripció de Masinissa a Thugga) o líbico-llatines. En contrast amb això no hi ha rastre de literatura i el numidi es basa principalment en les tradicions orals amb tècniques molt elaborades de transmissió de la llengua. Tot i alguns senyals bilingües i afiliacions potencials amb les llengües existents, els experts no podien desxifrar aquesta llengua més que parcialment, pel que se sap de la forma oriental, probablement és influenciada pel púnic. La forma occidental, que inclou 13 lletres addicionals, seria més primitiva.
Hi ha registrada una supervivència de la llengua com a mínim fins al final del període romà, amb inscripcions que daten del 201 a les parets de la fortalesa de Bu Njem, al sud-est de Labiod Medjadja, o els senyals gravats en un gerro de Tiddis al segle iv. Aquesta persistència s'explica pel fet que els romans tenien problemes per entendre i parlar el numidi.
 Es parla en aquesta època del neolíbic, amb motiu de l'evolució de la llengua, especialment sota la influència púnica.